# النقرة (بعلبك)
النقرة إحدى القرى اللبنانية من قرى قضاء بعلبك في محافظة بعلبك الهرمل. تقع النقرة قرب بلدة التوفيقية المعروفة بالبزالية ويمكن دخول القرية عبرها ثم عبر بلدة مقراق. يقطن بلدة النقرة آل مصطفى الكرام بعد نزوحهم من إحدى قرى جبيل. و تشتهر البلدة بزراعة العنب و اللوز و تربية الدواجن.